# Acidente do Embraer EMB-721 prefixo PT-EGI em 1980
O desastre aéreo de Barra do Garças foi um caso de suicídio de piloto que ocorreu em 1 de junho de 1980 em Barra do Garças. O piloto, Mauro Milhomem, teria tentado jogar seu avião em um hotel chamado Hotel Presidente que era da propriedade de sua sogra, após ele descobrir que sua esposa, Angela Milhomem, o teria traído. O caso pode ser uns dos primeiros casos de suicídio de piloto no Brasil.

## Antecedentes
Antes do desastre acontecer, Mauro Milhomem teve uma briga com a sua esposa, depois que ele descobriu que ela estava sendo infiel; durante a briga ele ameaçou jogar um avião no hotel de propriedade de sua sogra.

## Desastre
No dia 1 de junho, o piloto que trabalhava para um serviço de táxi aéreo chamado Táxi Aereo Garapu, pilotou um Embraer EMB-721 de prefixo PT-EGI com quatro passageiros em direção ao Hotel Presidente, onde sua esposa estava residindo, com a intenção de atingir o hotel; entretanto, o avião não conseguiu atingir seu alvo, mas sim destruiu uma árvore, derrubou vários postes, um pequeno edifício de dois andares, e finalmente caiu sobre um estabelecimento comercial onde funcionava um escritório.
Milhomem e três dos passageiros morreram no local. O quarto passageiro morreu enquanto estava sendo transportada para Goiânia. Duas pessoas atingidas em solo morreram dois dias depois. Quatro outras, também atingidas em solo, ficaram feridas, duas seriamente, e foram atendidas em um hospital de Barra do Garças.

## Resultado
Inicialmente Aldirio Oliveira Vieira, um oficial da autoridade aeroportuária Infraero havia dito que o avião estava em voo rasante ao redor do prédio, atingiu um poste com a asa direita, rompendo o tanque de combustível. Em seguida atingiu outro poste e caiu no escritório. Foi constatado depois que o piloto estaria tentado executar um ataque kamikaze ao hotel da propriedade da sua sogra.
A esposa de Mauro Milhomem, Angela Milhomem, teria se suicidado dias depois, embora isso não tenha sido confirmado pela Delegacia de Polícia do município. Angela estava sendo marcada e rejeitada pela população, que acusava a mesma de ser causadora da tragédia.

## Mortos
- Mauro Milhomem, piloto
- Lourival Bento, funcionário do Dermat
- Hieráclito, funcionário do Dermat
- Vidário Teixeira, funcionário do Bradesco local
- Quarto passageiro, sem identificação
- Outras duas vítimas fatais atingidas em solo, sem identificação

## Link adicionais
- Acidentes ocorrem mais com aparelhos pequenos, Folha de S.Paulo (26 de maio de 1982)